# Wzniesienia Gradowskie
Wzniesienia Gradowskie – według podziału fizycznogeograficznego Jerzego Kondrackiego mikroregion leżący w centralnej i wschodniej części mezoregionu Pogórza Izerskiego. Rozciąga się on od Doliny Bobru w rejonie Wlenia i Dębowego Gaju na południowym wschodzie do Doliny Kwisy na linii Lubań – Nowogrodziec na północnym zachodzie. Od północy graniczy z Niecką Lwówecką a od południa z Obniżeniem Lubomierskim i Wzniesieniami Radoniowskimi. Wzniesienia Gradowskie tworzą permskie wapienie, dolomity, anhydryty, zlepieńce i piaskowce a także mułowce i piaskowce czerwonego spągowca. Obszar ten należy do zlewni Bobru, wraz z dopływami Płóczki i Srebrnej oraz Kwisy i jej dopływów Iwnicy i Luciąży.
Ważniejsze wzgórza to Łysocha (253 m), Lasocina (253 m), Lisówka (256 m), Krzewiata (299 m), Modrak, Pirszyn, Pleban, Mogiła, Stachówka, Kątnica (372 m), Włócznik, Łopata (366 m) i Stróżna.

## Miejscowości
Wsie sołeckie na terenie Wzniesień Gradowskich: Uniegoszcz, Radostów Dolny, Radostów Średni, Mściszów, Niwnice, Gradówek, Płóczki Dolne, Płóczki Górne, Mojesz, Pławna Dolna, Dębowy Gaj, Marczów, Łupki, Gościszów.